# ترانساویا.کام
ترانساویا.کام (به انگلیسی: Transavia.com) که بیشتر با نام ترانساویا شناخته می‌شود. یک شرکت هواپیمایی ارزان قیمت هلندی و یک بخش مستقل از شرکت ایر فرانس-کی‌ال‌ام است و دفتر اصلی آن در فرودگاه اسخیپول آمستردام قرار دارد.

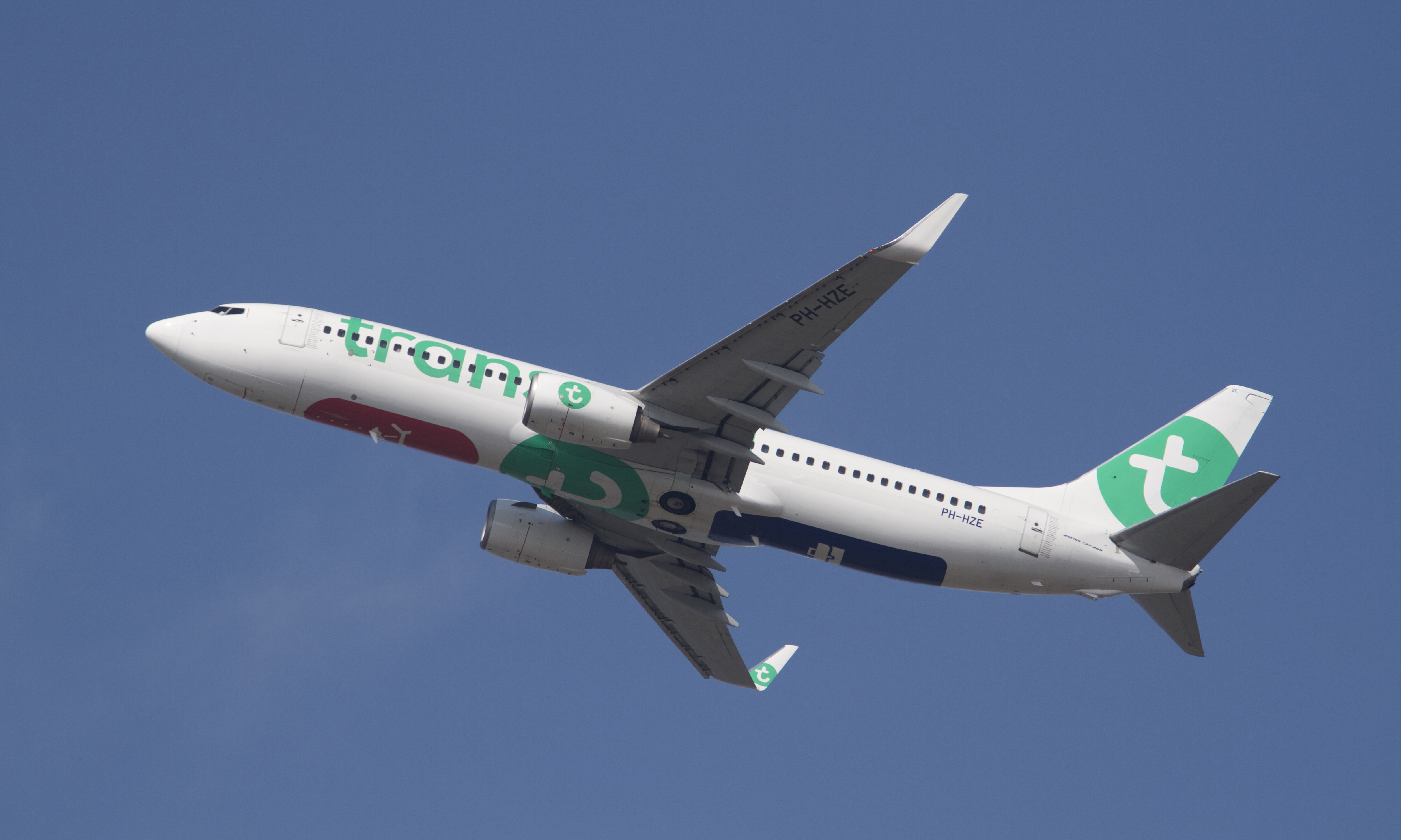
یک بوئینگ ۷۳۷ متعلق به شرکت ترانساویا